# Morelle noire
Solanum nigrum
Pour les articles homonymes, voir Raisin de loup (homonymie).
Espèce
Classification phylogénétique
Statut de conservation UICN

 LC  : Préoccupation mineure

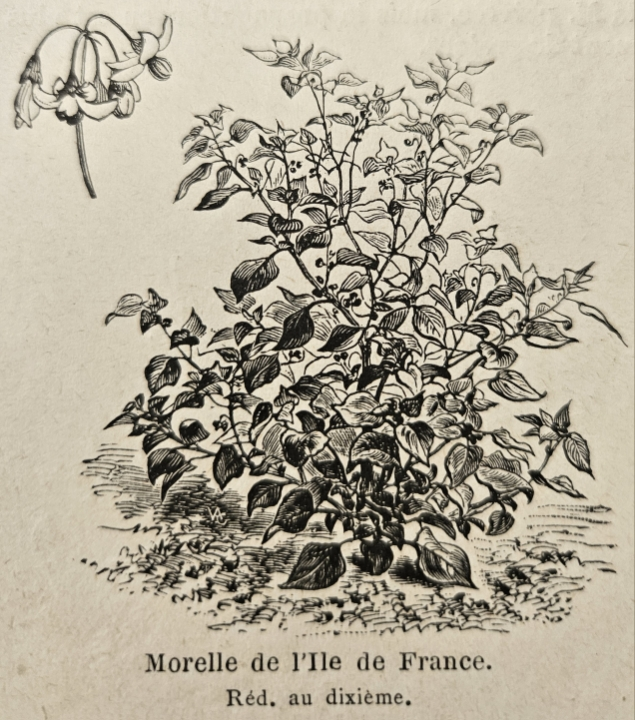
Illustration Morelle de l'île de France dans l'ouvrage Vilmorin 1925.

La Morelle noire (Solanum nigrum), est une espèce de plantes à fleurs de la famille des Solanacées, appartenant à l'important genre Solanum, qui contient notamment la pomme de terre, l'aubergine, la tomate, et la douce-amère. Comme toutes les solanacées, certaines parties de la plante (dont le fruit non mûr) contiennent des glucoalcaloides toxiques, ce pourquoi la plante est considérée comme indésirable dans les cultures (son fruit non-mûr ayant l'apparence et la taille d'un pois). Cette plante a des usages médicinaux et est cultivée pour être mangée dans certaines régions du monde.

## Dénominations
Le nom du genre Solanum viendrait du latin sol, soleil, peut-être en raison de la forme de la fleur ou bien du verbe solari (je console), allusion aux propriétés narcotiques de nombreuses espèces du genre ou à leurs feuilles émollientes. Quant au nom de l’espèce, il est transparent, nigrum, noir est la couleur du fruit.
La Morelle noire a aussi beaucoup de noms vernaculaires : Amourette, Tomate du diable, Herbe aux magiciens qui font allusion à son usage en sorcellerie ; Crève-Chien, Tue chien, Raisin de loup qui renvoient à ses propriétés toxiques ; Herbe à gale à ses propriétés médicinales ; Myrtille de jardin sans doute en raison de ses baies qui ressemblent à celles de la Myrtille ; Herbe maure, Morette, Mourelle.
La morelle noire se dit en allemand Schwarzer Nachtschatten, en anglais, European Black nightshade (par opposition à Solanum americanum 'American Black nightshade'), common nightshade, garden nightshade, wonderberry ou plus rarement garden huckleberry ou sunberry ; Zwarte nachtschade en néerlandais.
Au Gabon, cette plante est très appréciée sous le nom de Tsangui et ses feuilles se consomment.
Au Cameroun, on la retrouve habituellement sous le nom de Zom, mais aussi "Bâam", "Njama njama" ou "Bitôsô". Elle est utilisée notamment dans la préparation du Ndjapche, plat typique de l'ethnie Bamoun.
En Grèce et en Turquie, les feuilles sont nommées Istifno, tandis que la Crète utilise plutôt le nom Stifno.
En Inde, elle peut porter le nom de Makoï (ou Makoy) ou de Kakmachi.
Elle peut également se trouver sous les noms de Nastergal en afrikaans, Umsobo en zoulou, Mnafu ou Mnavu en kiswahili, Rinagu (au singulier) ou Amanagu (au pluriel) en Gusii, Munavu en swahili, "Ndunda" en Taita, et Kwaansusuaa au Ghana.
À Madagascar, Mayotte et à la Réunion, il est possible de la trouver sur les étals sous le nom de Brède Morelle, Brède Martin, Brède Bleue ou Anamamy. En shimaoré, elle porte le nom de felki nongo tandis qu'en shibushi, elle sera nommée felki antsindra. Les brèdes désignent un ensemble très divers de légumes feuilles comestibles qui sont cuisinées avant d'être consommées dans les pays tropicaux.

## Caractéristiques
La Morelle noire est une plante herbacée annuelle hermaphrodite et entomogame, aux formes très variables, mais généralement assez basse (moins de 60 cm). Ses tiges sont le plus souvent glabres ou peu poilues, vertes à noirâtres, à rameaux dressés ou étalés. Ses feuilles sont ovales à légèrement lancéolées, entières ou légèrement lobées et plus ou moins sinuées ou dentées.
En France, elle fleurit de juin à début décembre et parfois plus tard en hiver. Il n’est pas rare de voir sur la même plante, les fleurs et les fruits à différents stades de maturité. L'inflorescence est une cyme unipare scorpioïde de cinq à dix fleurs, à pétales souvent réfléchis. Comme toutes les espèces de la famille des Solanacées, elle possède une fleur hermaphrodite à symétrie radiaire, composée de 5 sépales soudés entre eux et d'une corolle blanche (environ 1 cm) constituée de 5 pétales soudés entre eux. La fleur possède 5 étamines  jaunes saillantes, et 2 carpelles soudés dont l'ovaire se dit supère. Le fruit est une baie globuleuse de 6 à 8 mm, noire à maturité, quelquefois verte ou vert jaune contenant de nombreuses graines disséminées par endozoochorie.

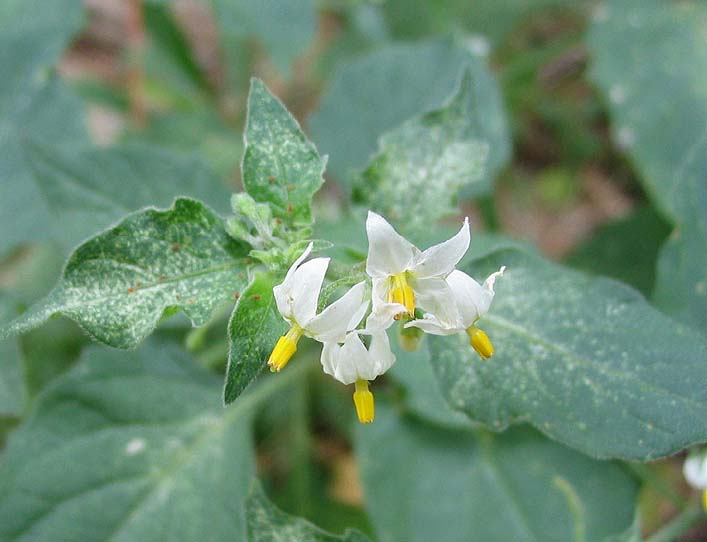
Fleurs de morelle noire.
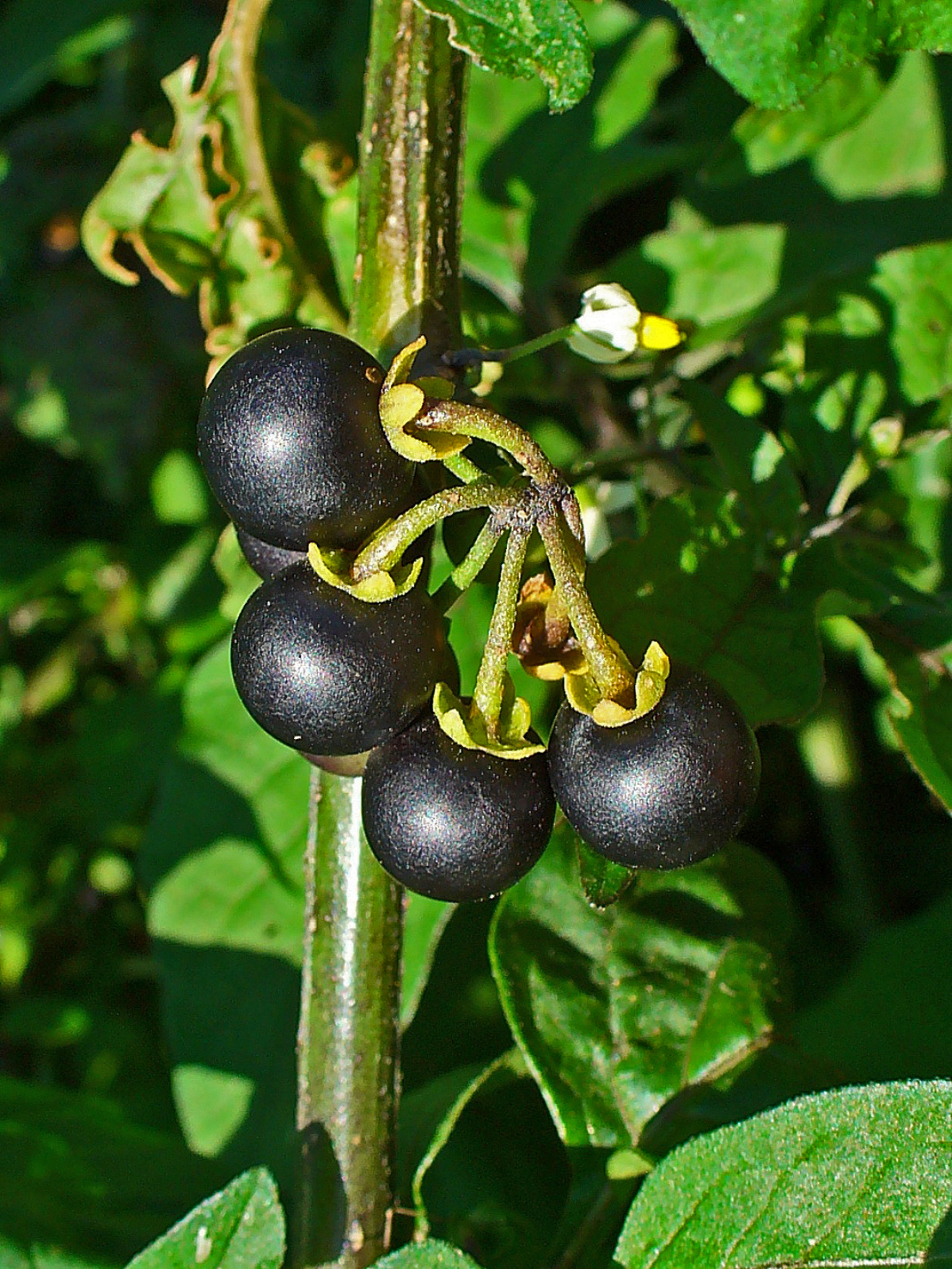
Fruits de morelle noire.
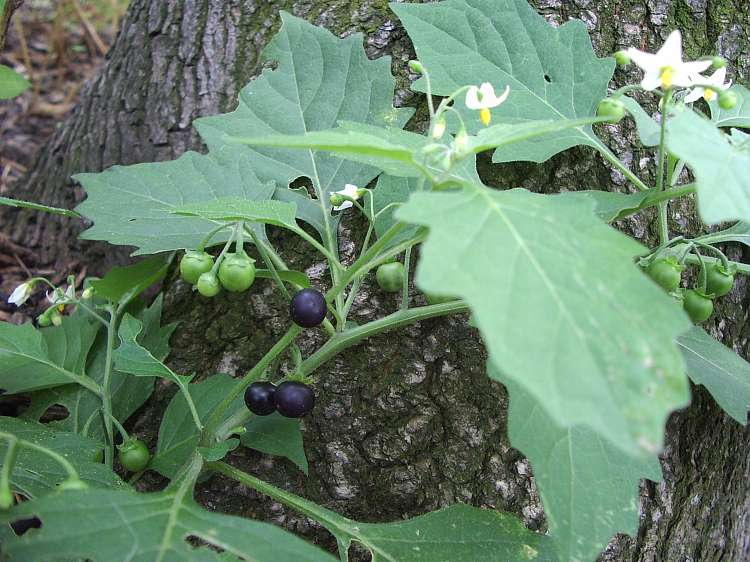
Branche de Solanum nigrum.
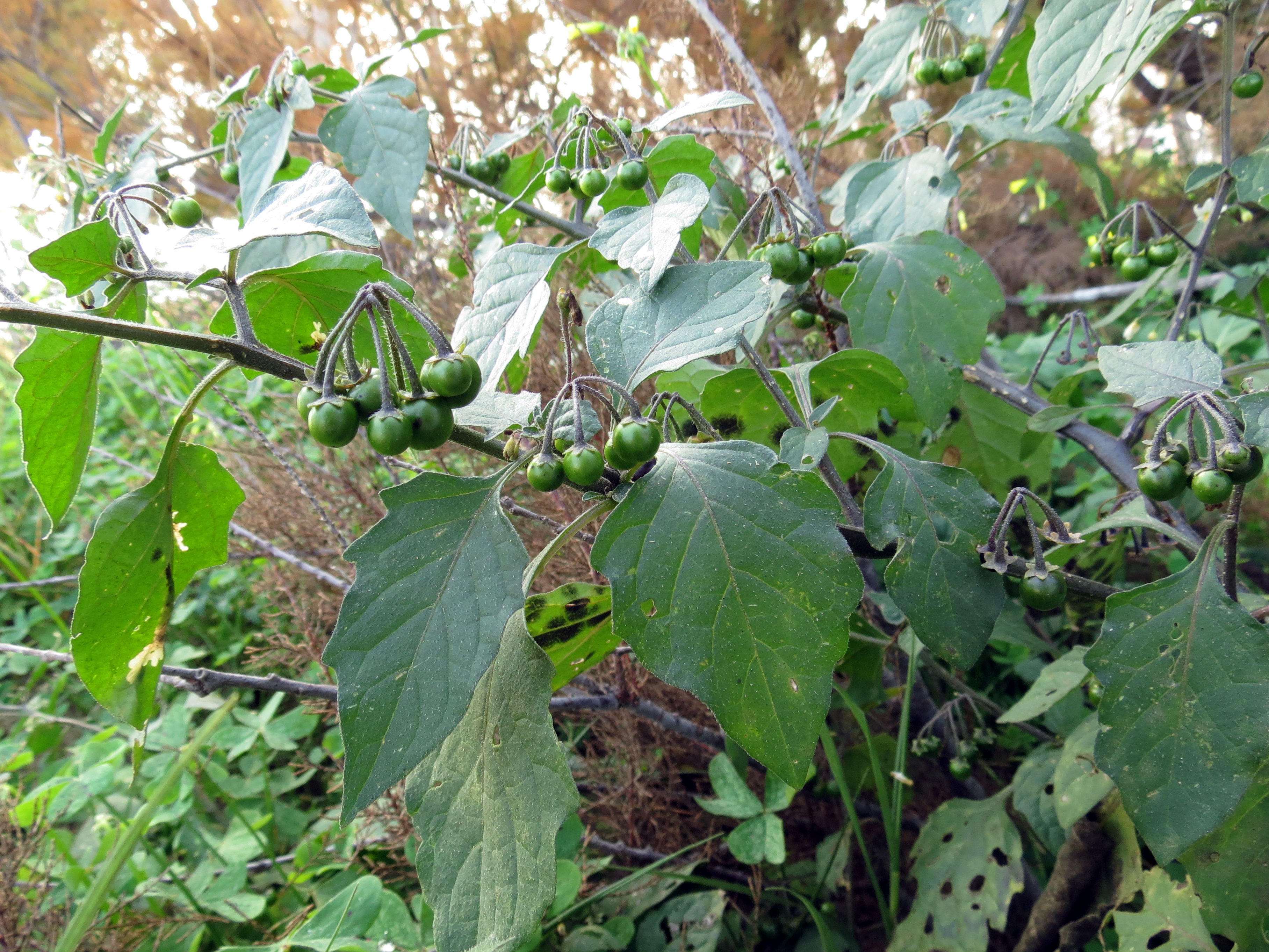
Solanum nigrum à Alicante en Espagne.
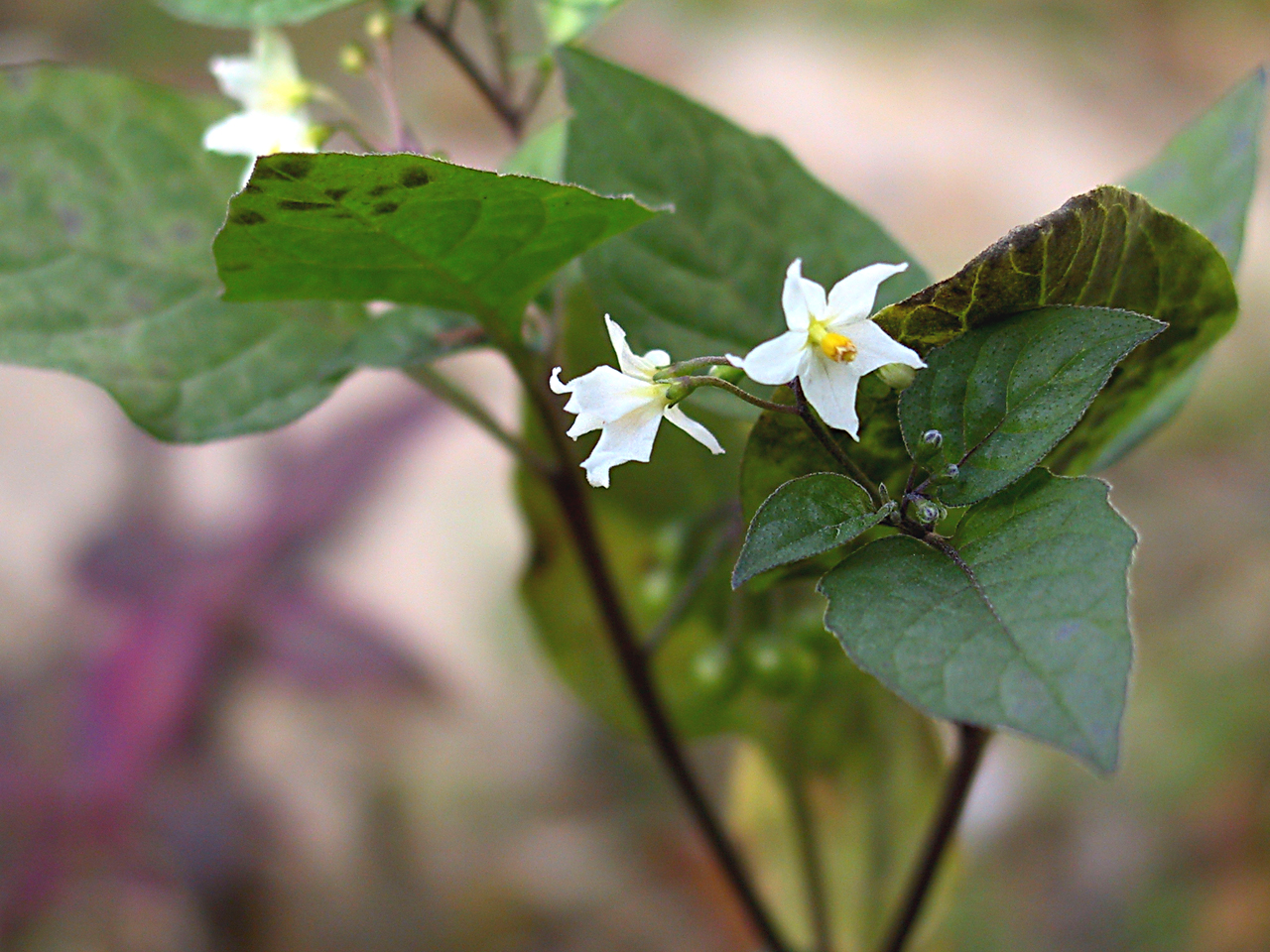
Fleurs de Solanum nigrum.
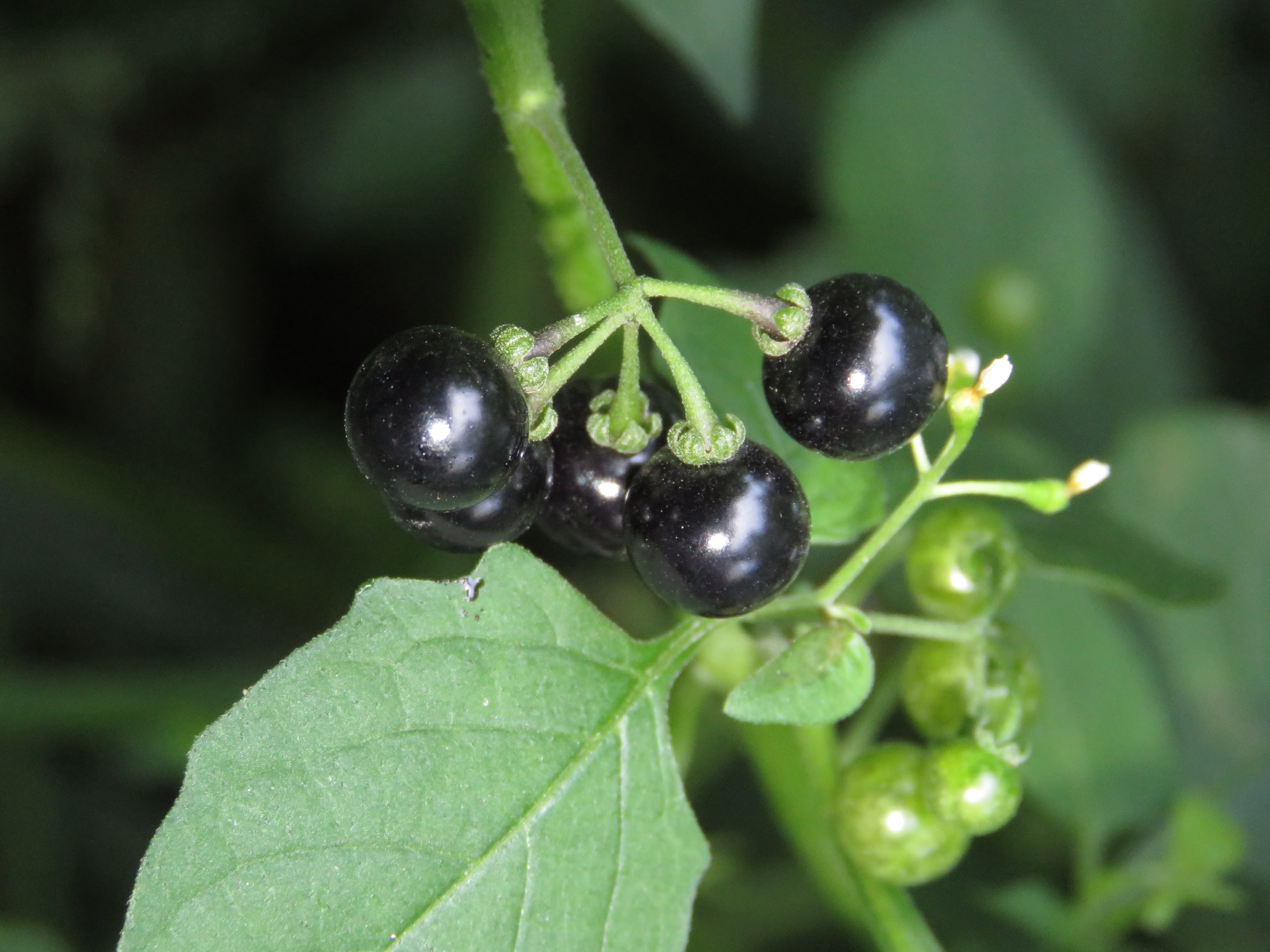
Fruits dans le village de Periya.

## Taxonomie
La Morelle noire est une plante de la famille des Solanacées, appartenant à l'important genre Solanum.
Cette espèce est proche de Solanum villosum, qui a des baies orange, ainsi que d’autres morelles aux baies noires comme Solanum americanum, Solanum retroflexum, Solanum ptychanthum, Solanum douglasii, Solanum scabrum classées parfois comme une sous-espèce de Solanum nigrum, notamment dans les ouvrages anciens. Cette similitude des caractéristiques a donné lieu au nom de Solanum Nigrum Complex. Une étude ploïdique permet une différenciation formelle de l'espèce.

## Écologie
Cette espèce commensale des cultures a une distribution cosmopolite.
La Morelle noire est considérée en Europe comme une adventice. Elle pousse dans les cultures maraichères, les platebandes de fleurs, les cultures sarclées, les jardins. Elle aime les sols riches en nitrates et bien arrosés. En ville, on la trouve au pied des murs, des arbres, dans les haies et sous les plantations horticoles. Elle prospère jusqu’à 1 500 mètres d’altitude. Son origine exacte est inconnue. Ce serait sans doute une eurasienne.

## Propriétés

### Toxicité
Comme beaucoup de Solanacées (telles que les plantes comestibles pommes de terre, les tomates ou les aubergines, ou encore Datura stramonium, Atropa belladonna, Solanum nigrum, etc.), la morelle noire contient des glycoalcaloïdes toxiques, dont la solanine (généralement accompagnés de saponosides). Une plante est jugée non-comestible si sa teneur moyenne en glycoalcaloïdes dépasse 20 à 25 mg/100 g. La dose toxique est de 4 à 5 mg pour un enfant.
Ces substances toxiques sont présentes dans :
- Les fruits qui peuvent provoquer des troubles digestifs (nausées, vomissements, diarrhée et douleurs), une somnolence, une mydriase et des troubles cardiaques (tachycardie) ; les formes graves se manifestent par des signes neuro-végétatifs et un délire pouvant évoluer vers un coma et s'accompagner d'une hémolyse[12] ;
- La tige feuillée est inscrite comme dangereuse au Tableau C dans la Pharmacopée française de 1965[12] ;
- les feuilles ; les consommer en grandes quantités et sur de longues périodes peut se révéler nocif[réf. nécessaire] ;
- les baies vertes ; comme le feuillage, elles auraient déjà empoisonné du bétail. Cette toxicité diminue dans les fruits murs, à la différence de ceux de la morelle douce-amère et morelle de Linné ou d'autres plantes de la même famille, comme la belladone[réf. nécessaire].

### Propriétés alimentaires
Les feuilles cuites et les baies mûres, sucrées mais insipides, semblent inoffensives selon François Couplan.
En 1998, les méthodes de cuisson couramment utilisées pour les pommes de terre (Solanum tuberosum) ont montré que la cuisson faisait varier la teneur en solanine. Les cuissons par ébullition, par friture ou par micro-ondes ont un effet variable sur les glycoalcaloïdes. Faire bouillir les pommes de terre réduit la teneur en α-chaconine et α-solanine de 1,2 % à 3,5 % tandis que la diminution via micro-onde est de 15 %. La friture à 150 °C n’apporte pas de changement mesurable. Un changement significatif débute à 170 °C et à partir de 10 minutes à une température de 210 °C il est possible de noter une baisse de 40 %.

## Utilisations

### Usage culinaire

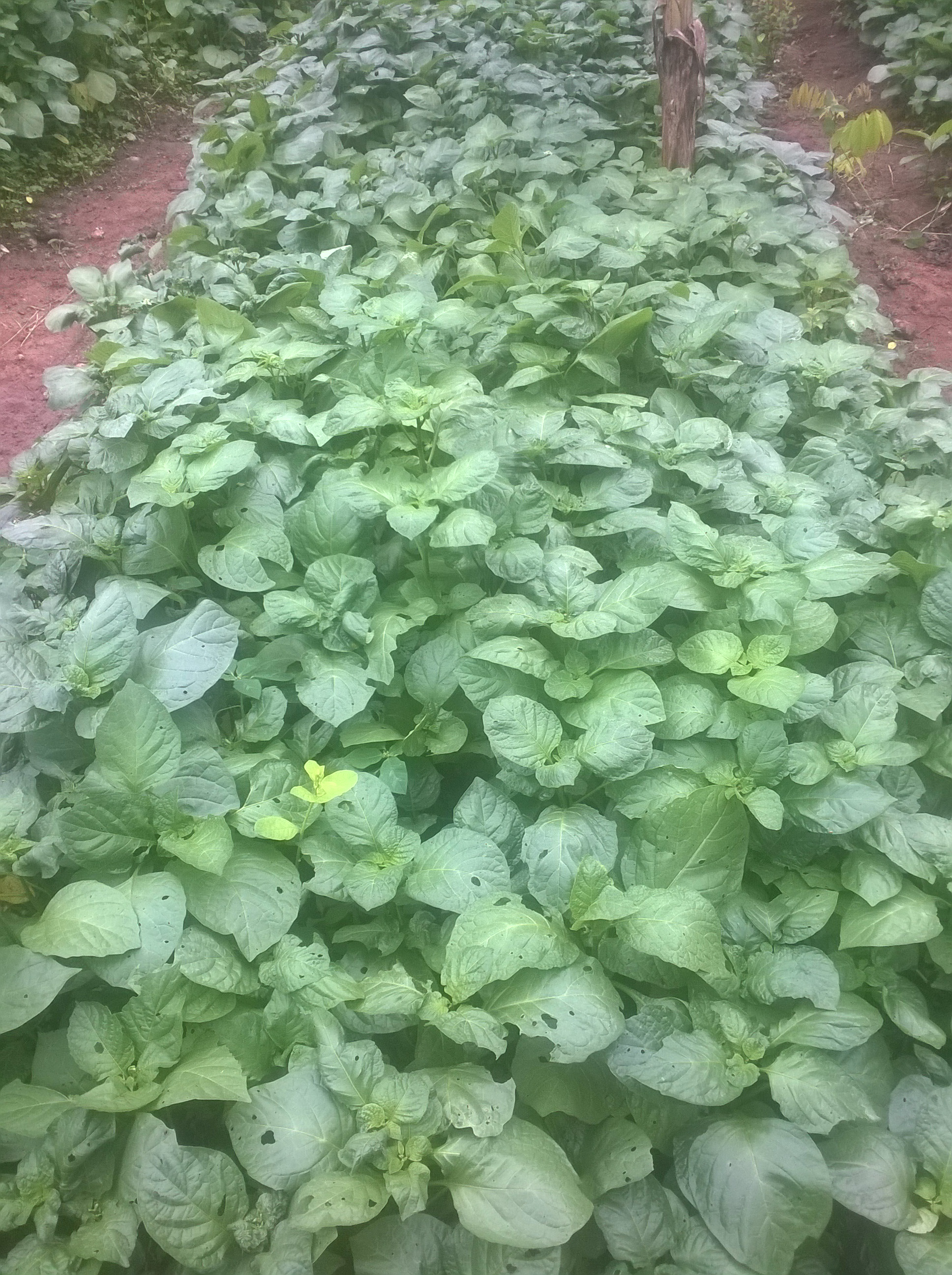
Culture de morelle noire au Cameroun.

Les feuilles et les baies mûres de la plante ont un usage alimentaire dans plus d’une douzaine de pays.
Le fruit, une fois complètement mûr et noir, devient comestible. Dans la culture méditerranéenne, on confit les fruits dans le vinaigre pour s'en servir comme condiment à la façon des câpres.
Les feuilles sont cultivées à grande échelle en Afrique subsaharienne dans les petites exploitations et les jardins potagers en périphérie des villes. Elles sont utilisées en légumes comme des épinards en Australie, Inde, Cameroun, Éthiopie, Nigeria, Somalie, Tanzanie, Ouganda, Madagascar, à la Réunion, en Amérique du Sud, ainsi qu’en Crète et en Grèce.
- En Grèce, elles peuvent constituer un des 80 légumes des Χόρτα (Horta), salades de légumes cuits, abondamment arrosées d’huile d’olive, assaisonnées avec du citron et servies tièdes ou froides avec de la feta[15].
- Au Salvador, elles sont couramment utilisées comme aliment pour préparer des soupes en ajoutant à ces feuilles, des légumes, de la viande (poulet), très appréciée par une grande majorité de la population salvadorienne. La plante est vendu sur les marchés tant dans la capitale qu'en province, et les familles paysannes comme les familles populaires urbaines en consomment depuis des temps immémoriaux.
- Au Nigeria et au Cameroun, les feuilles sont parfois préférées à d’autres légumes. Les inflorescences et les baies sont enlevées. Elles sont cuites ou bouillies. En général, elles sont bouillies dans plusieurs eaux qui sont jetées à chaque fois. Au Cameroun, elles entrent dans la composition du plat Njama njama. Elles sont parfois utilisées en remplacement de Solanum scabrum, les deux espèces faisant partie du Solanum Nigrum Complex. Dans le sud-ouest du Nigeria, les  fleurs sont ensuite utilisées comme condiment pour relever la soupe, ces fleurs ayant un goût très amer[15].
- Dans l’ouest du Kenya, les feuilles de Solanum nigrum L stricto sensu sont utilisées comme substitut à la viande. Elles sont cuites dans du lait. On presse le produit de cette cuisson et on le laisse sécher quelques jours jusqu’à ce qu’il devienne solide et prenne une couleur noirâtre. On en coupe des tranches réputées riches en protéines que l’on sert avec du manioc accompagné de légumes frais[16]. Cette cuisson dans du lait que l’on expulse ensuite doit faire disparaitre les principes toxiques. Pour évacuer ces principes toxiques, une autre méthode est utilisée au Malawi (Sud de l’Afrique) où on ajoute de la potasse ou de la soude, de la pâte d’arachide et du sel à l’eau dans laquelle on fait bouillir les feuilles de Morelle noire. La potasse est obtenue en filtrant les cendres de plants d’amarantes ou de haricots[17],[18].
- En Afrique du Sud, le fruit très mûr et sélectionné à la main (nastergal en afrikaans et umsobo en zoulou) est cuit dans une belle confiture violette assez liquide[7].
- En Éthiopie, les fruits et les feuilles sont consommées en période de famine. Les baies sont rassemblées et aimées par les enfants dans des temps normaux tandis que pendant des périodes de pénurie alimentaire tous les gens affectés mangeraient des baies. En plus des baies, les femmes et les enfants rassembleront les feuilles qui sont cuisinées dans l'eau salée et consommées comme un autre légume. Cependant les feuilles ont un goût amer, par conséquent, les populations arrêtent de les consommer quand d'autres produits alimentaires deviennent disponibles que et les récoltes se préparent. Les fermiers Konsos ont rapporté que la plante mûrit avant le maïs et par conséquent elle est consommée jusqu'à ce que le maïs soit récolté. Si les feuilles de Solanum nigrum sont consommées régulièrement et plusieurs fois une semaine, elles peuvent provoquer un mal de ventre. Le mal de ventre est causé par la solanine[19].
- En Côte d'Ivoire, les feuilles sont consommées à la façon des épinards[15].
- À Madagascar, à Mayotte et à la Réunion les feuilles avec pétioles et les extrémités sont consommées comme brèdes (légume) sous les noms d'anamamy ([anamami, brèdes Morelle) et anamafaitra ([anaˈmafai̯ʈʳ], brèdes Martin)[15]. À Mayotte il existe une recette portant le également le nom de Romazave qui consiste en des feuilles de morelle noire bouillies ; elle est souvent consommée avec du riz.
- Dans les pays anglo-saxons il est possible de trouver des recettes de tarte, de confiture, de sirop ou de glace confectionnées à partir des baies mûres de la morelle noire. Le fruit vert étant considéré comme toxique du fait de sa teneur encore élevé en solanine[20].

### Usage agricole
La morelle noire est une adventice à germination printanière qui peut devenir très gênante, principalement dans des cultures estivales comme celle du maïs. Elle est parfois utilisée en compagnonnage car elle attire les doryphores qui la préfèrent aux pommes de terre.

### Usage médical
Son utilisation médicinale date au moins de la Grèce antique. « Au quatorzième siècle, nous entendons parler de la plante sous le nom de Petite Morelle […] utilisée pour l'ulcère et en mélange avec du Marrube blanc et du vin pour l'hydropisie ». C'était une médecine européenne traditionnelle utilisée comme fort sudatoire, analgésique et sédatif avec des propriétés narcotiques puissantes, mais a été considérée comme « un remède quelque peu dangereux »,. La phytothérapie occidentale l'a globalement abandonnée en raison de sa chimie variable et sa toxicité, mais elle est encore utilisée contre l’herpès,,,.
Solanum nigrum est un ingrédient important dans des médicaments indiens traditionnels. Les infusions sont utilisées contre la dysenterie, les maux d'estomac et la fièvre. Le jus est utilisé pour lutter contre les ulcères et d'autres maladies de peau. Les fruits sont utilisés comme fortifiant, laxatif, stimulant d'appétit et pour traiter l'asthme et « la soif excessive ». Traditionnellement la morelle noire a été utilisée pour traiter la tuberculose. On la connait sous le nom de peddakasha pandla koora dans la région du Telangana. Les feuilles sont utilisées pour traiter les ulcères de bouche qui arrivent pendant les périodes d'hiver dans la région du Tamil Nadu. On la connaît également comme manathakkali keerai dans le Tamil Nadu et kaage soppu dans la région du Karnataka. En plus de son utilisation comme un remède domestique aux ulcères de bouche, elle est utilisée dans la cuisine comme l'épinard. Dans le nord de l'Inde, les extraits bouillis de feuilles et des baies sont utilisés pour soulager des maladies touchant le foie, y compris la jaunisse. Dans la région d’Assam, le jus de ses racines est utilisé contre l'asthme et la coqueluche.

## Aspects culturels et historiques
Jadis, Solanum nigrum, était considéré comme une plante magique associée à la magie noire. Selon la légende, les sorcières transformaient la plante en onguent dont elles se recouvraient le corps pour aller au sabbat y rencontrer le diable.
Si le sabbat n’est pas une pure invention de malheureuses femmes et de pauvres hommes soumis à la torture de l’Inquisition, il semblerait que le pouvoir narcotique de la Morelle noire et autres solanacées y soit pour quelque chose. En tous cas, c’était l’opinion dès le XVIe siècle du médecin du pape Jules III, Andrès Laguna. Dans ses commentaires à l’œuvre de Dioscoride, à propos de la Morelle noire, il considère que son utilisation permettait aux sorcières de se rendre au Sabbat en songe. Il raconte que lors d’un voyage à Nancy il assista à un procès où deux vieillards accusés de sorcellerie furent condamnés au bûcher après qu’ils eurent avoués d’abominables méfaits. Chez eux, on trouva une marmite avec un onguent de couleur verte composé de ciguë, de morelle noire et de mandragore. Le Docteur Laguna voulut vérifier son effet. Une de ses patientes souffrait d’insomnie. Il la fit enduire de la tête aux pieds de cet onguent. Selon ses dires, la femme s’endormit aussitôt profondément et ne se réveilla que trente-cinq heures plus tard en disant « Vous m’avez réveillée à un bien mauvais moment car j’étais entourée de tous les plaisirs et charmes du monde. ». Ensuite, elle se serait adressée à son mari en lui disant : « Radin, je te fais savoir que je t’ai cocufié avec un beau gars plus jeune et plus allongé que toi » (d’après Maria Tausiet Carlès, 1993).
La Morelle noire fait aussi partie des onguents dont devaient s’enduire ceux qui souhaitaient se transformer en loup-garou. Un moyen simple et paraît-il efficace, était de se mettre nu et de porter une peau de loup à la manière d’un pagne après s’être frotté le corps avec une mixture composée du suc de feuilles, de branches et de bourgeons de peuplier, de feuilles de jusquiame, de morelle noire, de pavot, d’axonge et d’alcool fort.
Claude Seignolle écrit dans son ouvrage Histoire et légendes du diable : « Ses voyages la nuit, sur la lande des morelles, le faisaient frissonner lorsqu'il y songeait, et ses rencontres avec le diable le glaçaient d'effroi ».